# Source Mage
Source Mage GNU/Linux (SMGL) es una distribución de GNU/Linux. Cuando se instala un paquete su código fuente es automáticamente descargado, compilado e instalado. Source Mage desciende de Sorcerer Linux.

## Características
Source Mage GNU/Linux es, como su nombre lo indica, una distribución de GNU/Linux basada en código fuente. En lugar de distribuir binarios a los usuarios, se compila el código fuente. Este método permite un mayor control sobre el software en comparación con las distros precompiladas, como Ubuntu. Las dependencias se pueden seleccionar o deseleccionar individualmente, ahorrando valioso espacio en disco y liberando memoria RAM y ciclos de CPU. Por ejemplo, OpenSSH puede compilarse sin soporte compartido para X Window System. Uno puede elegir establecer cflags, cxxflags y ldflags especificar para cada situación. Usar una distro basada en fuentes es la única manera de desbloquear el rendimiento completo de una computadora, ya que las distros binarias deben compilar su software para una amplia audiencia, en vez de un grupo particular, como por ejemplo quienes usen procesadores AMD Athlon XP. Cuando un spell de Source Mage es «casteado», se descarga la última versión estable desde el sitio web del desarrollador en vez del de Source Mage. Esto permite disponer del sistema más actualizado, a diferencia de Gentoo, otra popular distro basada en código fuente, la cual mantiene su propia caché de paquetes personalizada. SMGL no hace cambios en los paquetes, por lo que es inmune a la clase de errores resultante de la manipulación por parte de los desarrolladores de la distro.

## Historia
En 2001, Kyle Sallee publicó una distribución de GNU/Linux llamada Sorcerer Linux. Sin embargo, varios desarrolladores estaban insatisfechos con el enfoque de desarrollo de Kyle, y crearon una bifurcación del proyecto con el nombre Lunar Linux. Kyle Sallee estuvo extremadamente disconforme con esto, por lo que quitó Sorcerer GNU/Linux de la web (haciendo imposible a los usuarios actualizar sus sistemas). La mayoría de los desarrolladores restantes de Sorcerer GNU/Linux retomaron sus piezas y reiniciaron el proyecto. Al principio lo lanzaron bajo el antiguo nombre (Sorcerer GNU/Linux), pero Kyle Sallee pidió que renombraran el proyecto. Ellos aceptaron, y renombraron en algún momento su trabajo a Source Mage GNU/Linux. El proyecto se publicó bajo el nombre Source Mage, con nuevos líderes entre los que no estaba Kyle Sallee, en abril de 2002.

## Sorcery
El lema de Source Mage es «Linux tan avanzado, podría también ser mágico», y sus comandos tienen un «sorcerous theme». Cada paquete se llama «spell», y su programa de gestión de paquetes se llama «sorcery».  Para instalar un paquete el usuario debe «castear» (del inglés cast) el spell. Esto consiste en descargar el código fuente (si no ha sido descargado ya), comprobar las dependencias, castearlas si es necesario, compilar el programa, e instalarlo. Un conjunto de spells disponibles se llama un «grimoire». Para desinstalar un paquete el usuario debe «dispelear» (del inglés dispel) el spell.

## Contrato social
Source Mage dispone de un «Contrato Social» que establece sus reglas básicas, las cuales son similares aunque no idénticas a las de Debian. La primera parte del contrato asegura la libertad de Source Mage:

Prometemos mantener la distribución Source Mage GNU/Linux completamente libre (como en libertad). Esto significa que todo el software que publiquemos estará licenciado bajo la licencia pública general de GNU como se define por la Free Software Foundation (fsf.org). Toda nuestra documentación será publicada bajo la licencia de documentación libre de GNU.

Source Mage no restringe la elección de software del usuario únicamente a software libre:

Nosotros reconocemos que algunos de nuestros usuarios requieren el uso de programas que no se ajustan a las estrictas Directrices de Licenciamiento de SGML. Aunque SMGL nunca contará con software no libre, nosotros no limitamos la elección de software del usuario. Nosotros proporcionaremos las herramientas para que un usuario pueda tomar sus propias decisiones informadas, mediante el campo «LICENSE» de cada spell, y el filtro de spells de sorcery. Así, aunque el software no libre no sea parte de Source Mage, nosotros soportamos su uso, y proveemos infraestructura (como reporte de errores y listas de correo, así como spells) para paquetes de software no libre.

## Instalación
Instalar Source Mage implica en primer lugar crear una instalación mínima con un kernel (para que esta pueda iniciar), el compilador de C GCC, una conexión de red, y unas pocas herramientas básicas adicionales para permitir la descarga y compilación del código fuente. Esto habilita al sistema a descargar, compilar e instalar todos los otros componentes, y los resultados de la compilación pueden adaptarse a ese sistema específico.

## Portabilidad
Todo el código mantenido por Sourge Mage está diseñado para presumir de un sistema bien mínimo. Por ejemplo, está escrito en  Bash y utilidades POSIX basadas en GNU, y GCC no necesita construirse con g++ (el compilador de C++). GNU Sed y Awk se usan en lugar de Perl. Esto hace a Source Mage adecuada para instalaciones mínimas.